# Amy Macdonald

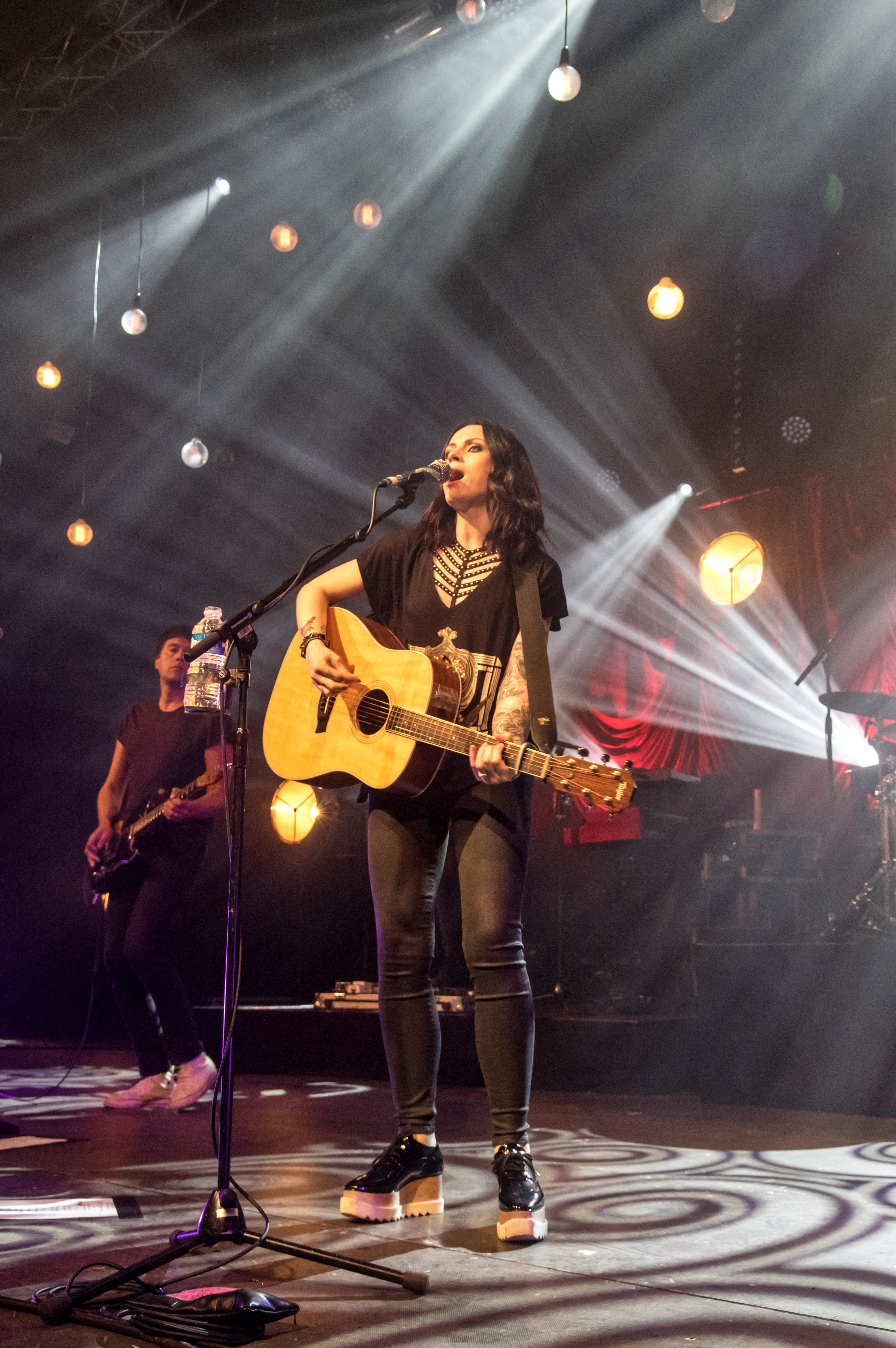
Amy MacDonald, Zelt-Musik-Festival em 2017 Freiburg, Alemanha

Amy Macdonald (Bishopbriggs, 25 de agosto de 1987) é uma cantora e compositora escocesa.
O seu álbum de estreia, This Is the Life, foi lançado em 30 de julho de 2007 e até a data já vendeu mais de 1.200.000 exemplares por todo o mundo. O primeiro single, "Poison Prince", foi lançado em 7 de maio de 2007. Ela já participou de vários festivais de música, tais como Festival de Glastonbury, Hyde Park Calling, T in the Park, V Festival e no Festival do Sudoeste em Portugal. Amy assinou um contrato com a gravadora Vertigo, a mesma que representa os The Killers e Razorlight.
Amy Macdonald começou a tocar guitarra acústica aos 15 anos. As suas maiores influências são Travis e The Libertines.

## Discografia

### Álbuns
- This Is the Life (2007)
- A Curious Thing (2010)
- Life in a Beautiful Light (2012)
- Under Stars (2017)

| País        | Disco      | Vendas     |
| ----------- | ---------- | ---------- |
| Áustria     | Platina    | 30,000     |
| Bélgica     | Platina    | 50,000     |
| Dinamarca   | Platina    | 30,000     |
| Europa      | 2x Platina | 2,000,000+ |
| França      | Platina    | 220,000    |
| Alemanha    | 7x Ouro    | 700,000    |
| Suécia      | Ouro       | 30,000     |
| Grécia      | Ouro       | 7,500      |
| Suíça       | 3x Platina | 90,000     |
| Reino Unido | 2x Platina | 600,000    |